# Barapasaurus
Barapasaurus („ještěr s velkýma nohama“) byl rod vývojově primitivního sauropodního dinosaura, pravděpodobně zástupce čeledi Vulcanodontidae v rámci kladu Eusauropoda. Žil v období rané až střední jury na území současné Indie.

## Objev
Fosilie tohoto býložravého dinosaura byly objeveny ve spodnojurských vrstvách v indickém svazovém státě Maháráštra (nedaleko města Počampali). První zkameněliny byly objeveny v sedimentech souvrství Kota již roku 1958, většina fosilního materiálu však byla získána až v letech 1960 a 1961 (kdy byla objevena také obří stehenní kost o délce 1,7 metru). Celkově bylo získáno kolem 300 fosilizovaných kostí dinosaura, pocházejících přinejmenším od šesti jedinců. To činí z barapasaura jednoho z nejlépe prozkoumaných spodnojurských sauropodů na světě. Nezachovala se pouze jeho lebka a přední krční obratle. Formálně vědecky popsán byl tento sauropod až roku 1975. Typový a jediný dosud známý druh je B. tagorei.

## Popis
Barapasaurus patří k nejstarším známým "velkým" sauropodům s typickou anatomií pro tuto skupinu plazopánvých dinosaurů. Na délku měřil asi 12 až 18,3 metru a dosahoval hmotnosti přinejmenším 7 tun. Stejně jako jeho pozdější příbuzní představoval masivního čtyřnohého býložravce s dlouhým krkem a ocasem, malou hlavou a čtyřmi sloupovitými končetinami. Jeho zuby byly lžícovité, nejvyšší zachovaný měřil 5,8 cm na výšku.